# Robert Thurman

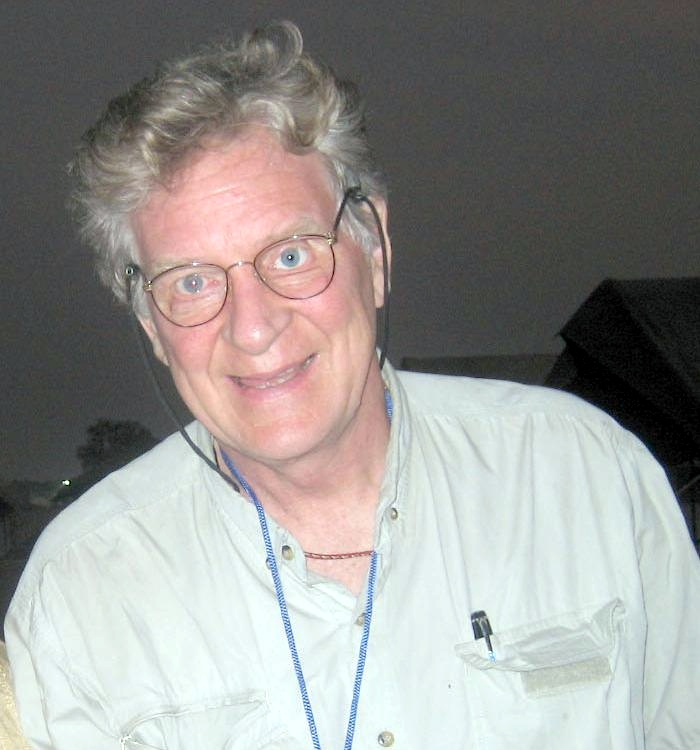
Robert Thurman, 2006

Robert Alexander Farrar Thurman (* 4. August 1941 in New York City) ist ein US-amerikanischer buddhistischer Autor, einer der bekanntesten akademischen Vertreter des Buddhismus in den USA. Er ist Je-Tsong-Khapa-Professor für Indo-Tibetische Buddhistische Studien an der Columbia University.

## Leben
Thurman wurde in New York City als Sohn von Elizabeth Dean Farrar, einer Schauspielerin, und Beverly Reid Thurman, Jr., einem Associated-Press-Editor und UNO-Übersetzer geboren. Er besuchte die Philips Exeter Academy von 1954 bis 1958, danach die Harvard University, die er 1962 mit einem Bachelor of Arts abschloss.
1959 heiratete er Christophe de Menil, sie hatten ein Kind. Nachdem er 1961 bei einem Unfall ein Auge verloren hatte, beschloss er, sein Leben zu ändern, ließ sich scheiden, und reiste 1961 bis 1966 durch die Türkei, den Iran und Indien. Er wurde Buddhist, dann 1964 als buddhistischer Mönch ordiniert (der erste amerikanische Mönch tibetischer Tradition), und schloss Freundschaft mit dem Dalai Lama. 1967 kam er zurück in die USA und beendete seinen Status als Mönch und heiratete seine zweite Frau, die Deutsch-Schwedin Birgitte Caroline „Nena“ von Schlebrügge (* 8. Januar 1941 in Mexiko-Stadt), früheres Model und spätere Psychoanalytikerin, die vorher kurz mit Timothy Leary verheiratet war. Thurman und von Schlebrügge haben vier Kinder, das zweite ist die Schauspielerin Uma Thurman.
1969 erhielt er den Master of Arts und 1972 den Ph.D. in Sanskrit Indian Studies in Harvard. Er war von 1973 bis 1988 Professor für Religion am Amherst College, seitdem unterrichtet Thurman an der Columbia University. Das Magazin Time zählte ihn 1997 zu den 25 einflussreichsten Amerikanern.
Im Jahr 2009 wirkte Thurman in Rosa von Praunheims Film Rosas Höllenfahrt mit.

## Wirkung
Thurman ist für seine ausgezeichneten englischen Übersetzungen und Erklärungen von buddhistischen religiösen wie philosophischen Texten und Themen, speziell das der Gelugpa-Schule des Tibetischen Buddhismus und ihres Gründers, Je Tsong Khapa, anerkannt.

## Veröffentlichungen
- The Central Philosophy of Tibet: A Study and Translation of Jey Tsong Khapa’s ‘Essence of True Eloquence’. Princeton Library of Asian Translations; Princeton University Press, 1991
- The Tibetan Book of the Dead. Bantam Doubleday Dell, 1994
- Wisdom and Compassion: The Sacred Art of Tibet. H. Abrams, 1996
- Tibetan Buddhism. HarperSanFrancisco, 1996, ISBN 0-7881-6757-X
- Mandala: The Architecture of Enlightenment. Shambhala Publications, 1997
- Worlds of Transformation: Tibetan Art of Wisdom and Compassion. Harry N. Abrams, 1999
- Inner Revolution: Life, Liberty, and the Pursuit of Real Happiness. Penguin, 1999
- The Holy Teaching of Vimalakirti: A Mahayana Scripture. Übersetzung von Robert Thurman; Pennsylvania State University Press, 2000, ISBN 0-271-01209-9
- Circling the Sacred Mountain: A Spiritual Adventure Through the Himalayas. zusammen mit Tad Wise; Bantam Doubleday Dell, 1999
- Infinite Life: Seven Virtues for Living Well. Riverhead Books, 2004, ISBN 1-57322-267-4
- The Jewel Tree of Tibet: The Enlightenment Engine of Tibetan Buddhism. Free Press, Simon Schuster, 2005
- Anger. Oxford University Press, 2005, ISBN 0-19-516975-1
- Infinite Life. Seven Virtues for Living Well. Riverhead Books, 2004

## Auszeichnungen
- 2003: Light of Truth Award